# Sidenört
Sidenört (Asclepias syriaca) är en art inom släktet sidenörter och familjen oleanderväxter.

## Utbredning
Sidenörten härstammar från östra USA och södra Kanada, men infördes till Europa genom frön redan före 1635. Den är nu naturaliserad i de flesta länder i mellersta och södra Europa, från Frankrike i väster till Ryssland i öster. Arten är klassad som invasiv av EU sedan 2017. Det är därmed förbjudet att odla, byta, transportera och använda den inom EU.
I södra Sverige är den påträffad som förvildad från privata trädgårdar. I övriga delar av landet har den främst hittats på soptippar. Enligt Naturvårdsverket kan den förväntas etablera sig i södra Sverige och längs västkusten i samband med klimatförändringarna.